# Микрихинский сельсовет
Микрихинский сельсове́т — упразднённое сельское поселение в Ветлужском районе Нижегородской области.
Административный центр — деревня Маркуша.
Законом Нижегородской области от 28 августа 2009 года № 130-З, сельские поселения Макарьевский сельсовет и Микрихинский сельсовет преобразованы, путём их объединения, в сельское поселение Макарьевский сельсовет с административным центром в деревне Пустошь.

## Населённые пункты
В состав поселения входят:
- д. Маркуша
- д. Афимино
- д. Большая Микриха
- д. Ефаниха
- д. Зиновиха
- д. Костливое
- д. Нестериха
- д. Погорелка
- c. Спасское
- д. Хохониха
- д. Шарапиха